# Atletismo nos Jogos Pan-Americanos de 1987 - Revezamento 4x100 m masculino
A prova do revezamento 4x100 m masculino nos Jogos Pan-Americanos de 1987 foi realizada em 16 de agosto em Indianápolis, Estados Unidos.

## Medalhistas
| Ouro                                                              | Prata                                                                      | Bronze                                                      |
| USA Estados Unidos Lee McRae Lee McNeill Harvey Glance Carl Lewis | CUB Cuba Ricardo Chacón Leandro Peñalver Maximo Sergio Querol Andrés Simón | JAM Jamaica John Mair Andrew Smith Clive Wright Ray Stewart |

### Final
| Posição           | Raia | Nação                        | Nomes                                                                | Tempo | Notas |
| ----------------- | ---- | ---------------------------- | -------------------------------------------------------------------- | ----- | ----- |
| Medalha de ouro   | 8    | USA Estados Unidos           | Lee McRae, Lee McNeill, Harvey Glance, Carl Lewis                    | 38.41 |       |
| Medalha de prata  | 6    | CUB Cuba                     | Ricardo Chacón, Leandro Peñalver, Maximo Sergio Querol, Andrés Simón | 38.86 |       |
| Medalha de bronze | 7    | JAM Jamaica                  | John Mair, Andrew Smith, Clive Wright, Ray Stewart                   | 38.86 |       |
| 4                 | 1    | BRA Brasil                   |                                                                      | 39.85 |       |
| 5                 | 2    | ISV Ilhas Virgens Americanas | Neville Hodge, Floyd Brown, Ulric Jackson, Greg Barnes               | 40.51 | NR    |
| 6                 | 3    | DOM República Dominicana     |                                                                      | 40.53 |       |
| 7                 | 5    | BLZ Belize                   |                                                                      | 48.70 |       |
| 8                 | 4    | Antígua e Barbuda            |                                                                      | DNS   |       |